# Eukiefferiella obergi
Eukiefferiella obergi är en tvåvingeart som beskrevs av Makarchenko 2005. Eukiefferiella obergi ingår i släktet Eukiefferiella och familjen fjädermyggor. Inga underarter finns listade i Catalogue of Life.